# Próspero de Aquitania
Próspero de Aquitania o Próspero de Tiro (en latín: Prosper Tiro Aquitanus; Limoges, c. 390- c. 455) fue discípulo de san Agustín y primer continuador de la crónica universal iniciada por San Jerónimo.

## Biografía
Si bien Próspero era laico, participó activamente en las principales controversias religiosas de la época y trabajó para el papa León I. Entre sus obras teológicas se cuentan Adversus Ingratus (contra el semipelagianismo), Pro Augustino Responsiones (en defensa de san Agustín) y De gratia Dei et libero arbitrio (una polémica contra Juan Casiano).
Escribió también una importante crónica histórica, el Epitoma Chronicon, que cubre los años 379 al 455. En esta crónica, crucial para el conocimiento de la época, Próspero cubre con mayor detalle que otros cronistas medievales los eventos políticos. Entre estos acontecimientos se cuentan las invasiones de Atila a Galia (451) e Italia (452). La obra fue proseguida por Víctor de Tunnuna.
Asimismo se le adjudica la recopilación del Indiculus Caelestini, una colección de respuestas del magisterio católico, sea de papas o de concilios africanos, sobre el semipelagianismo.